# Erik Kynard

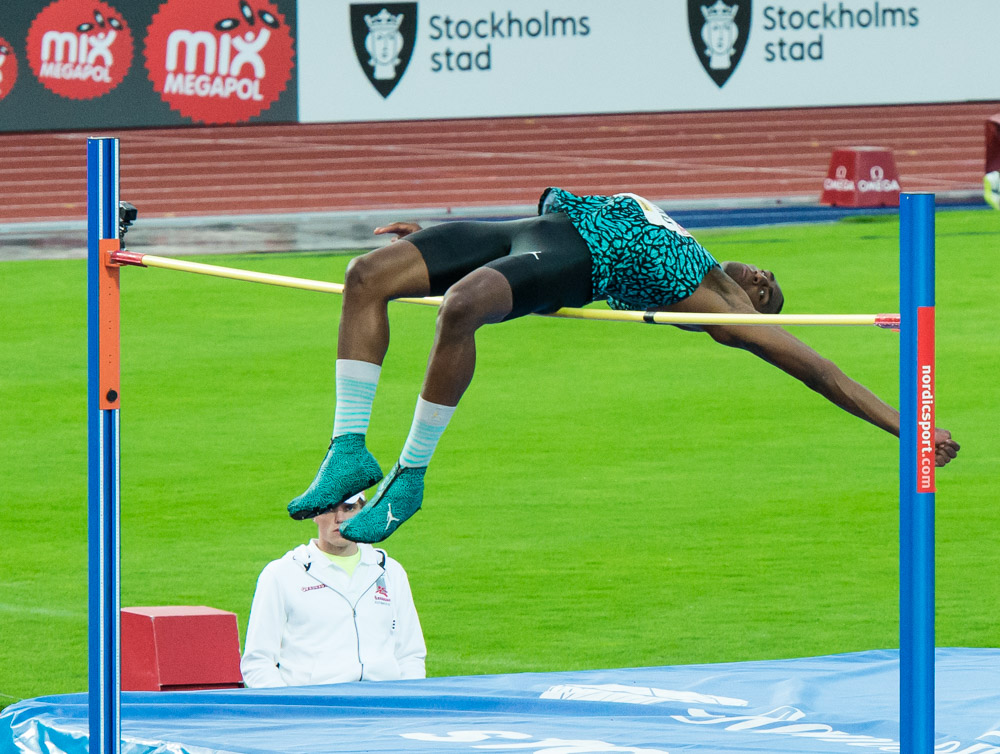
Erik Kynard på Stockholms stadion under Bauhaus-galan (2015 IAAF Diamond League) i juli 2015.

Erik Kynard, född den 3 februari 1991 i Toledo, Ohio, är en amerikansk friidrottare inom höjdhopp.
Han tog OS-silver i höjdhopp vid friidrottstävlingarna 2012 i London. Han fick sedermera OS-guld då Ivan Ukhov blev avstängd för dopning och blev av med guldmedaljen från OS i London.